# Funky house
Sous-genres
Italo house, French touch, revival, acid house, microhouse, house progressive, electro house, dream trance, tribal house
La funky house est un sous-genre musical de la musique house, orientée vers les succès commerciaux et influencée par le disco. Le genre est particulièrement populaire dans les années 2000.

## Histoire
La funky house fait son apparition à Chicago vers la fin des années 1970. Le funky house est popularisé commercialement par des marques discographiques comme Ministry of Sound, Hed Kandi et Fierce Angel, ces deux derniers créés par Mark Doyle. Elles publient des albums de compilations consacrés au genre,. C'est entre 1996 et le milieu de l'année 2006 qu'il connaît la popularité. Cette époque sera dominée par ce genre musical, aux côtés de la trance. Dans les années 2010, il s'agit plutôt de funky and vocal house. Le genre est associé au UK garage. Parmi les festivals consacrés au funky house, on notera Bacardi Batbeats, Houselovers et Sneakerz. Le genre se popularise particulièrement dans les années 2000.

## Caractéristiques
Genre assez mal défini, la funky house suit, comme la plupart des variantes de la house[réf. nécessaire], un rythme à quatre temps (four-on-the-floor). Il fait peu usage de lignes de basse extrêmes et de boucles sans fin (mélodies répétées sans cesse, ou boucles). Le tempo est compris entre 128 et 136 battements par minute. Le rôle de la mélodie est plus important que dans la house. Celui de la basse rapproche le genre de la French touch.
L'instrumentation fait un usage massif des synthétiseurs, des échantillons enregistrés de classiques des années 1970, ou de nouvelles phrases musicales rappelant ces années, et des chansons sentimentales. Cependant, à la différence des musiques deep house et house de Chicago, plus orientées vers la dance, la présence d'une instrumentation acoustique, comme le piano ou le saxophone, est plus fréquente. De même, on peut y rencontrer l'utilisation de chanteurs de gospel a cappella.

## Artistes notables
Parmi les principaux producteurs ayant travaillé dans le funky house, on peut mentionner Erick Morillo, Soul Central, Armand van Helden, StoneBridge, et les Freemasons. À partir de 2006, devant le déclin de la funky house, un certain nombre d'entre se met à produire de l'electro house, afin de conserver la faveur du public.